# Cotys II du Bosphore
Pour les articles homonymes, voir Cotys.
Tiberius Julius Cotys Philocaesar Philoromaios Eusebes (en grec moderne : Τιβέριος Ἰούλιος Κότυς Φιλόκαισαρ Φιλορώμαίος Eυσεbής), plus connu sous le nom de Cotys II (en grec moderne : Κότυς Β'), né en 66 et mort en 133, est un roi du Bosphore de la dynastie Tibérienne-Julienne qui règne de 124 à 133.

## Biographie

### Origine
Cotys II est le fils de Sauromatès Ier ; il porte le nom d'origine thrace de son arrière-grand-père le roi Cotys Ier.

### Règne
Le règne de Cotys II est contemporain de celui de l'empereur Hadrien. Il est essentiellement connu par ses émissions monétaires.
Pendant le règne de Cotys II, le monnayage comprend des statères d'or et des pièces divisionnaires en bronze de 48 et 24 nummia. Les pièces de bronze ont des revers indigènes avec deux lettres grecques « MH » dans une couronne de chêne, et à l'avers le buste de l'empereur. En ce qui concerne les statères, elles portent la légende « BASILEWS KOTYOC » (« roi Kotys »), avec à l'avers son buste et drapé avec un diadème posé sur ses cheveux longs tombant sur la nuque, et au revers « Niké » volant à gauche tenant une couronne dans la main droite et une palme dans la main gauche.
Une correspondance d'Arrien laisse penser qu'à sa mort en 133, l'empereur Hadrien semble avoir eu des velléités d'intervenir dans sa succession. Toutefois, son fils Rhœmétalcès, qui était déjà selon son monnayage associé au trône depuis deux ans, lui succède.

## Famille

### Mariage et enfants
De son union avec une femme inconnue, il eut :
- Rhœmétalcès ;
- Eupator, qui dispute le trône à son frère avant de lui succéder.